# جاك تشارلزورث
جاك تشارلزورث (بالإنجليزية: Jack Charlesworth)‏ هو لاعب كرة قدم أسترالية أسترالي، ولد في 14 سبتمبر 1895، وتوفي في 15 فبراير 1960.